# Campionato europeo FIBA dei piccoli stati 2016
Il Campionato europeo FIBA dei piccoli stati 2016 è stata la 15ª edizione del Campionato europeo FIBA dei piccoli stati.
Il torneo si è svolto in Moldavia ed è stato vinto dalla nazionale armena.

## Squadre partecipanti
Inizialmente le squadre partecipanti al torneo erano nove, ma la nazionale monegasca si è ritirata dalla competizione dopo il sorteggio, il quale è stato effettuato il 22 gennaio 2016.
Per la prima volta, la nazionale armena ha partecipato ad una competizione organizzata dalla FIBA.
| Gruppo A   | Gruppo B |
| ---------- | -------- |
| Irlanda    | Armenia  |
| San Marino | Galles   |
| Malta      | Andorra  |
| Gibilterra | Moldavia |
|            | Monaco   |

## Sede delle partite
| Ciorescu | Ciorescu         |
| Ciorescu | Futsal Arena FMF |
| Ciorescu | Capacità: 1.302  |

## Gironi di qualificazione

### Gruppo A
| Pos | Squadra    | G | V | P | PF  | PS  | DP   | Pt | Qualificazione              |
| --- | ---------- | - | - | - | --- | --- | ---- | -- | --------------------------- |
| 1   | Irlanda    | 3 | 3 | 0 | 270 | 132 | +138 | 6  | Qualificate alle semifinali |
| 2   | San Marino | 3 | 2 | 1 | 165 | 152 | +13  | 5  | Qualificate alle semifinali |
| 3   | Malta      | 3 | 1 | 2 | 145 | 202 | −57  | 4  | Torneo 5º-8º posto          |
| 4   | Gibilterra | 3 | 0 | 3 | 125 | 219 | −94  | 3  | Torneo 5º-8º posto          |

| Giorno    | Orario | Squadra 1  | Risultato | Squadra 2  |
| --------- | ------ | ---------- | --------- | ---------- |
| 28 giugno | 13:45  | San Marino | 61 – 41   | Malta      |
| 28 giugno | 20:30  | Irlanda    | 100 – 43  | Gibilterra |
| 29 giugno | 16:00  | Malta      | 34 – 91   | Irlanda    |
| 29 giugno | 20:30  | Gibilterra | 32 – 49   | San Marino |
| 30 giugno | 16:00  | Malta      | 70 – 50   | Gibilterra |
| 30 giugno | 20:30  | Irlanda    | 79 – 55   | San Marino |

### Gruppo B
| Pos | Squadra      | G | V | P | PF  | PS  | DP  | Pt | Qualificazione              |
| --- | ------------ | - | - | - | --- | --- | --- | -- | --------------------------- |
| 1   | Andorra      | 3 | 3 | 0 | 224 | 168 | +56 | 6  | Qualificate alle semifinali |
| 2   | Armenia      | 3 | 2 | 1 | 238 | 174 | +64 | 5  | Qualificate alle semifinali |
| 3   | Moldavia (H) | 3 | 1 | 2 | 199 | 222 | −23 | 4  | Torneo 5º-8º posto          |
| 4   | Galles       | 3 | 0 | 3 | 132 | 229 | −97 | 3  | Torneo 5º-8º posto          |

| Giorno    | Orario | Squadra 1 | Risultato | Squadra 2 |
| --------- | ------ | --------- | --------- | --------- |
| 28 giugno | 16:00  | Galles    | 33 – 74   | Andorra   |
| 28 giugno | 18:15  | Armenia   | 83 – 64   | Moldavia  |
| 29 giugno | 13:45  | Andorra   | 70 – 63   | Armenia   |
| 29 giugno | 20:30  | Moldavia  | 63 – 59   | Galles    |
| 30 giugno | 13:45  | Armenia   | 92 – 40   | Galles    |
| 30 giugno | 18:15  | Andorra   | 80 – 72   | Moldavia  |

## Torneo 5º-8º posto
|  | Semifinali | Semifinali | Semifinali |          |       | Finale 5º-6º posto | Finale 5º-6º posto | Finale 5º-6º posto |  |
|  |            |            |            |          |       |                    |                    |                    |  |
|  | Malta      | Malta      | 63         |          |       |                    |                    |                    |  |
|  | Malta      | Malta      | 63         |          |       |                    |                    |                    |  |
|  | Galles     | Galles     | 51         |          |       |                    |                    |                    |  |
|  | Galles     | Galles     | 51         |          | Malta | Malta              | 63                 |                    |  |
|  |            |            |            |          | Malta | Malta              | 63                 |                    |  |
|  |            |            | Moldavia   | Moldavia | 73    |                    |                    |                    |  |
|  | Moldavia   | Moldavia   | Moldavia   | Moldavia | 73    | 85                 |                    |                    |  |
|  | Moldavia   | Moldavia   |            |          |       | 85                 |                    |                    |  |
|  | Gibilterra | Gibilterra | 43         |          |       | Finale 7º-8º posto | Finale 7º-8º posto | Finale 7º-8º posto |  |
|  | Gibilterra | Gibilterra | 43         |          |       |                    |                    |                    |  |
|  |            |            |            |          |       |                    |                    |                    |  |
|  |            |            |            |          |       | Galles             | Galles             | 67                 |  |
|  |            |            |            |          |       | Galles             | Galles             | 67                 |  |
|  |            |            |            |          |       | Gibilterra         | Gibilterra         | 40                 |  |

### Semifinali
| Arbitri: | Tomas Jasevičius Igor Dragojević Igor Esteve |

|                 |            |                  |
| Falzon 19       | Punti      | 9 Priddle        |
| Shoults 3       | Assist     | 4 Waite          |
| Falzon 15       | Rimbalzi   | 10 Duppa         |
| Andrea Paccariè | Allenatori | Kristaps Petrovs |

| Arbitri: | Sašo Petek Gian Giancecchi Evgeny Vetrov |

|                   |            |                |
| Rulevski 17       | Punti      | 12 Gomez       |
| Melniciuc 6       | Assist     | 4 Britto       |
| Melnic 10         | Rimbalzi   | 9 Santos       |
| Volodymir Polyakh | Allenatori | Adam Cassaglia |

### Finale 7º-8º posto
| Arbitri: | Tomislav Vovk Dumitru Stasiev Evgeny Vetrov |

|                  |            |                    |
| Dawe 27          | Punti      | 18 Guerrero        |
| Williams 6       | Assist     | 3 Britto           |
| Duppa, Kizito 7  | Rimbalzi   | 8 Guerrero, Santos |
| Kristaps Petrovs | Allenatori | Adam Cassaglia     |

### Finale 5º-6º posto
| Arbitri: | Alin Faur Shane Bassett Gianluigi Giancecchi |

|                   |            |                   |
| Bugeja, Falzon 18 | Punti      | 17 Melinic        |
| Falzon, Shoults 3 | Assist     | 5 Cojuhari        |
| Falzon 18         | Rimbalzi   | 11 Oprea          |
| Andrea Paccariè   | Allenatori | Volodymir Polyakh |

## Fase ad eliminazione diretta
|  | Semifinali | Semifinali | Semifinali |         |         | Finale             | Finale             | Finale             |  |
|  |            |            |            |         |         |                    |                    |                    |  |
|  | Irlanda    | Irlanda    | 60         |         |         |                    |                    |                    |  |
|  | Irlanda    | Irlanda    | 60         |         |         |                    |                    |                    |  |
|  | Armenia    | Armenia    | 74         |         |         |                    |                    |                    |  |
|  | Armenia    | Armenia    | 74         |         | Armenia | Armenia            | 79                 |                    |  |
|  |            |            |            |         | Armenia | Armenia            | 79                 |                    |  |
|  |            |            | Andorra    | Andorra | 71      |                    |                    |                    |  |
|  | Andorra    | Andorra    | Andorra    | Andorra | 71      | 63                 |                    |                    |  |
|  | Andorra    | Andorra    |            |         |         | 63                 |                    |                    |  |
|  | San Marino | San Marino | 57         |         |         | Finale 3º-4º posto | Finale 3º-4º posto | Finale 3º-4º posto |  |
|  | San Marino | San Marino | 57         |         |         |                    |                    |                    |  |
|  |            |            |            |         |         |                    |                    |                    |  |
|  |            |            |            |         |         | Irlanda            | Irlanda            | 53                 |  |
|  |            |            |            |         |         | Irlanda            | Irlanda            | 53                 |  |
|  |            |            |            |         |         | San Marino         | San Marino         | 60                 |  |

### Semifinali
| Arbitri: | Mykola Ambrosov Alin Faur Bernard Vassallo |

|                |            |                  |
| Blount 18      | Punti      | 24 Spight        |
| O'Reilly 2     | Assist     | 5 Amirkhanov     |
| O'Reilly 10    | Rimbalzi   | 14 Dunston       |
| Colin O'Reilly | Allenatori | Tigran Gyokchyan |

| Arbitri: | Tomislav Vovk Shane Bassett Dumitru Stasiev |

|                      |            |                   |
| Farfan 20            | Punti      | 13 Botteghi       |
| Fernández 4          | Assist     | 5 Raschi          |
| Fernández 7          | Rimbalzi   | 15 Botteghi       |
| David Eudal Martinez | Allenatori | Sergio Del Bianco |

### Finale 3º-4º posto
| Arbitri: | Tomas Jasevičius Igor Esteve Bernard Vassallo |

|                        |            |                     |
| Blount, Fitzpatrick 16 | Punti      | 14 Cardinali        |
| Hosford, James 3       | Assist     | 6 Moretti           |
| Blount, Fitzpatrick 13 | Rimbalzi   | 7 Botteghi, Moretti |
| Colin O'Reilly         | Allenatori | Sergio Del Bianco   |

### Finale
| Arbitri: | Igor Dragojević Mykola Ambrosov Sašo Petek |

|                                                            |            |                                       |
| Spight 27 Dunston 15 Amirkhanov, Khachaturian, Zargaryan 8 | Punti      | 22 Colom 15 Farfan 14 Gabriel Morilla |
| Amirkhanov 4                                               | Assist     | 6 Fernandez Vilarrubla                |
| Dunston 12                                                 | Rimbalzi   | 7 Fernandez Vilarrubla                |
| Tigran Gyokchyan                                           | Allenatori | David Eudal Martinez                  |

## Classifica finale
| Oro     | Armenia    | Armenia4 Polukhin, 5 Konstantinov, 6 Tavakalyan, 7 Khachaturian, 8 Pogosian, 9 Zargaryan, 10 Daniyelyan, 11 Spight, 12 Dunston, 13 Amirkhanov, 14 Mirzoiantic, All. Tigran Gyokchyan |
| Argento | Andorra    | Andorra5 Isern, 6 Farfan, 8 Colom, 9 Fernandez, 10 De Oliveira, 11 Literas Riera, 12 Schneider, 13 Bartolome, 14 Oriol Peral, 15 Gabriel, 17 Vives, 20 Marti, All. David Eudal       |
| Bronzo  | San Marino | San Marino4 Tentoni, 5 Liberti, 6 Macina, 7 Giancecchi, 8 Moretti, 9 Cardinali, 10 Ugolini, 11 Raschi, 12 Zanotti, 13 Casadei, 14 Barišić, 15 Botteghi, All. Sergio Del Bianco       |
| 4       | Irlanda    | Irlanda4 A. O'Sullivan, 5 Dick, 6 Murphy, 7 C. O'Sullivan, 9 James, 10 Fitzpatrick, 11 Cairns, 12 O'Reilly, 13 Blount, 14 Gallagher, 15 Lacey, 16 Hoshford, All. Colin O'Reilly      |
| 5       | Moldavia   | |
| 6       | Malta      | Malta4 Borg, 5 Shoults, 6 Bugeja, 7 Caruana, 9 Schembri, 10 Vasovic, 11 Gouder, 12 Formosa, 13 Felice Pace, 14 Cappello, 15 Falzon, All. Andrea Paccariè                             |
| 7       | Galles     | |
| 8       | Gibilterra | |